# ليتل دراغون
ليتل دراغون هي فرقة موسيقية إلكترونية سويدية من جوتنبرج، السويد، تم تشكيلها في عام 1996. تتكون الفرقة من يوكيمي ناغانو، وإيريك بودين، فريدريك والين، وهاكان فيرنستراند.

## أعضاء الفرقة
- يوكيمي ناغانو - غناء، إيقاع
- فريدريك والين - لوحات المفاتيح، موالفة، غيتار
- هاكان فيرنستراند - لوحات المفاتيح
- إريك بودين - طبول

## ديسكغرفي

### ألبومات الاستوديو
| عنوان                                                           | تفاصيل                                                                                         | مراكز الرسم البياني الذروة | مراكز الرسم البياني الذروة | مراكز الرسم البياني الذروة | مراكز الرسم البياني الذروة | مراكز الرسم البياني الذروة | مراكز الرسم البياني الذروة | مراكز الرسم البياني الذروة | مراكز الرسم البياني الذروة | مراكز الرسم البياني الذروة | مراكز الرسم البياني الذروة |
| عنوان                                                           | تفاصيل                                                                                         | SWE                        | أستراليا                   | BEL (فلوريدا)              | غضب                        | FRA                        | نيوزيلندي                  | SWI                        | المملكة المتحدة            | نحن                        | نحن الرقص                  |
| --------------------------------------------------------------- | ---------------------------------------------------------------------------------------------- | -------------------------- | -------------------------- | -------------------------- | -------------------------- | -------------------------- | -------------------------- | -------------------------- | -------------------------- | -------------------------- | -------------------------- |
| التنين الصغير                                                   | - صدر: 15 أغسطس 2007 - التسمية: بيسفروج - التنسيقات: CD، LP، تنزيل رقمي                        | -                          | -                          | -                          | -                          | -                          | -                          | -                          | -                          | -                          | -                          |
| آلة الأحلام                                                     | - صدر: 17 أغسطس 2009 - التسمية: بيسفروج - التنسيقات: CD، LP، تنزيل رقمي                        | -                          | -                          | -                          | -                          | -                          | -                          | -                          | -                          | -                          | -                          |
| اتحاد الطقوس                                                    | - تاريخ الصدور: 21 يوليو 2011 - التسمية: بيسفروج - التنسيقات: CD، LP، تنزيل رقمي               | 47                         | 91                         | -                          | -                          | -                          | -                          | -                          | 22                         | 78                         | 4                          |
| نابوما المطاط                                                   | - صدر: 9 مايو 2014 - التسمية: لأن - التنسيقات: CD، LP، تنزيل رقمي                              | -                          | 44                         | 125                        | 84                         | 118                        | 33                         | 61                         | 14                         | 24                         | 2                          |
| ارتفاع الموسم                                                   | - تاريخ الإصدار: 14 أبريل 2017 - التسمية: لأن - التنسيقات: CD، LP، تنزيل رقمي                  | -                          | -                          | -                          | -                          | -                          | -                          | -                          | -                          | 173                        | 5                          |
| أنا جديد، نفسنا                                                 | - تاريخ الإصدار: 27 مارس 2020 - ضع الكلمة المناسبة: Ninja Tune - التنسيقات: CD، LP، تنزيل رقمي | -                          | -                          | -                          | -                          | -                          | -                          | -                          | -                          | -                          | 5                          |
| تشير "-" إلى تسجيل لم يتم رسمه أو لم يتم إصداره في تلك المنطقة. |                                                                                                |                            |                            |                            |                            |                            |                            |                            |                            |                            |                            |

### الظهور كضيوف شرف
| عنوان                 | عام        | الفنان                  | البوم                |
| --------------------- | ---------- | ----------------------- | -------------------- |
| "إمبراطورية النمل"    | 2010       | غوريلاز                 | شاطئ البلاستيك       |
| "للأحتفال"            | 2010       | غوريلاز                 | شاطئ البلاستيك       |
| "إذا عدت"             | 2010       | أقصى بالون              | أقصى بالون           |
| "ثوم بيتي"            | 2012       | بيج بوي، كيلر مايك      | أكاذيب وشائعات خطيرة |
| "تنازلي"              | 2012       | بيج بوي                 | أكاذيب وشائعات خطيرة |
| "دقة أعلى"            | 2012       | بيج بوي، جاي بول        | أكاذيب وشائعات خطيرة |
| "المتجول"             |            | مرحبًا بكم في لوس سانتوس |                      |
| "المهرجان"            | ماك ميلر   | صباحا جيد               |                      |
| "الجبال لها وجه أيضا" | مليار واحد | مينيرفا                 |                      |
| "تعداد نقطي"          | 2016       | كايترانادا              | 99.9٪                |
| "خذ فرصة"             | 2016       | فلوم                    | بشرة                 |
| "مسحوب"               | 2016       | دي لا سول               | والمجهول لا أحد. .   |
| "تمسك معي"            | 2018       | تيناشي                  | جويريد               |
| "الضغط"               | 2019       | ليتل سيمز               | منطقة رمادي          |
| "من تلقاء نفسها"      | 2019       | تحلق اللوتس             | فلاماغرا             |

### أشرطة الفيديو والموسيقى
| عنوان                                | عام  | مخرج                | Ref.   |
| ------------------------------------ | ---- | ------------------- | ------ |
| "مرتين"                              | 2007 | يوهانس نيهولم       | [ 14 ] |
| "اختبار"                             | 2007 | [ 15 ]              |        |
| مفاجآت مستمرة                        | 2008 | فريدريك إجيرستراند  |        |
| "ثروة"                               | 2008 | هيديوكي كاتسوماتا   | [ 16 ] |
| "سباحة"                              | 2009 | يوسوكي ناغانو       | [ 17 ] |
| "بعد المطر"                          | 2009 | فرانسوا فوغل        |        |
| "المتجول"                            | 2009 | Unknown             |        |
| "النظر إلى الزجاج"                   | 2009 | Unknown             |        |
| "أبدا أبدا"                          | 2010 | أولا تومتم          | [ 18 ] |
| "خطوتي"                              | 2011 | ماثيو شويرر         | [ 19 ] |
| "عندما أخرج"                         | 2011 | ايمانويل كابو       | [ 20 ] |
| "فرشاة الحرارة"                      | 2011 | يوسوكي ناغانو       | [ 21 ] |
| "فرشاة الحرارة" (AVA ريمكس)          | 2011 | إليانور براون       |        |
| "كريستال فيلم"                       | 2012 | دانيال فيرتبرج      | [ 22 ] |
| "إشراق"                              | 2012 | ديف ما              |        |
| "كلاب كلاب"                          | 2014 | تايلور كوهين        | [ 23 ] |
| "باريس"                              | 2014 | تريفور كين          | [ 24 ] |
| "فتاة جميلة"                         | 2014 | نبيل                | [ 25 ] |
| "أندربارت"                           | 2014 | جرانت سينجر         | [ 26 ] |
| "مرآة"                               | 2015 | فلوريان جوان        | [ 27 ] |
| "عالي"                               | 2017 | أوسيان ميلين        | [ 28 ] |
| "حلو"                                | 2017 | أوسيان ميلين        | [ 29 ] |
| "احتفل" (featuring Agge)             | 2017 | أوسيان ميلين        | [ 30 ] |
| "ضوء إحترافي"                        | 2017 | كريستين لي مولمان   | [ 31 ] |
| "راحة البال" (featuring Faith Evans) | 2017 | Unknown             | [ 32 ] |
| "عاشق يهتف"                          | 2018 | جاك وايتلي وجو ويلز | [ 33 ] |

## روابط خارجية
- الموقع الرسمي
- Little Dragon at AllMusic